# Serviço Meteorológico Nacional
O Serviço Meteorológico Nacional (1946-1976), conhecido pela sigla SMN, foi um serviço do Estado português destinado a assegurar a satisfação das necessidades públicas nos domínios da meteorologia e geofísica, com competências em matéria de observação, previsão, investigação e prestação de serviços à navegação aérea e marítima e ainda às entidades encarregues da gestão dos recursos hídricos e agricultura.  

## História institucional
O Serviço Meteorológico Nacional foi criado pelo Decreto-Lei n.º 35836, de 29 de Agosto de 1946, o qual operou a fusão das instituições existentes com competências nas áreas que foram atribuídas ao novo serviço. Em consequência, com a criação do SMN extinguiram-se os serviços meteorológicos que então estavam dispersos em diversos organismos do Estado: o Secretariado da Aeronáutica Civil (Presidência do Conselho), o Observatório do Infante D. Luís e o Serviço Meteorológico dos Açores (Ministério da Educação), nos Ministérios da Guerra, da Marinha e das Colónias e na Direcção-Geral dos Serviços Agrícolas (Ministério da Economia).
O primeiro director do SMN, nomeado em Setembro de 1946, foi Herculano Amorim Ferreira, o coordenador do relatório que levara à criação da instituição.
A primeira grande reestruturação do SMN foi operada pelo Decreto-Lei n.º 37710, de 30 de Dezembro de 1949, ratificado pela Lei n.º 2042, de 17 de Junho de 1950, que determinou a reorganização dos serviços meteorológicos das colónias e veio a instituir em cada uma delas um serviço independente, mas tecnicamente integrado no SMN, denominado Serviço Meteorológico. Cabo Verde teve então um regime específico.
O SMN foi extinto em 1976 pelo Decreto-Lei n.º 633/76, de 28 de Julho[ligação inativa], que operou a sua reestruturação, passando a denominar-se Instituto Nacional de Meteorologia e Geofísica (INMG), dadas as funções de carácter técnico e científico que lhe foram atribuídas.